# Открытый чемпионат Москвы по теннису среди женщин
Открытый чемпионат Москвы среди женщин — женский профессиональный международный теннисный турнир, проводимый осенью в Москве и Санкт-Петербурге на ковровых кортах между 1989 и 1995 годом. В последний розыгрыш приз относился к 3-й категории WTA с призовым фондом в 161 тысячу долларов и турнирной сеткой, рассчитанной на 32 участницы в одиночном разряде и 16 пар.

## История
Первый регулярный международный теннисный турнир на территории СССР организован накануне сезона-1989 при содействии Совинтерспорта, национальной теннисной федерации и WTA. Первый турнир получил базовую — пятую категорию градации — тогдашнего элитного женского тура, войдя в осеннюю зальную серию. В таком виде чемпионат просуществовал три розыгрыша, постепенно сдвигаясь ближе к периоду окончания US Open, а в 1991 году переехав в Санкт-Петербург. В 1992 году из-за финансовых проблем проведение турнира было приостановлено, но пауза продлилась лишь два года: в 1994 году Россия вновь появилась в списке мест проведения турниров ассоциации, когда национальная федерация выкупила лицензию приза третьей категории у соревнований в британском Гонконге и возродила Открытый чемпионат Москвы.
Турнир 1995 года из-за организационных проблем был совмещён с матчем Кубка Дэвиса Россия — Германия. При этом российской федерации пришлось не только разводить соревнования по времени, но и по ходу проведения женского турнира переделывать его второй корт под нужды мужского (Открытый чемпионат Москвы игрался на харде, а матч Кубка Дэвиса — на грунте).
В 1996 году, в целях снижения расходов, этот турнир был объединён с мужским Кубком Кремля.
Вывеска Открытый чемпионат Москвы в дальнейшем регулярно использовалась для турниров ITF на территории российской столицы, а турниры ассоциации в Санкт-Петербурге вновь прошли лишь в 2016 году, когда местным организаторам удалось поднять статус одного из своих турниров ITF.

## Победительницы и финалистки
Российский турнир имеет достаточно широкий список победительниц и в одном и том же разряде его покорили более одного раза лишь две теннисистки: Магдалена Малеева — в одиночном виде и Лариса Савченко-Нейланд — в парном. Двум спортсменкам удавалось выигрывать российский приз и в одиночном и в парном разряде, а первой это удалось Гретхен Мейджерс, которая в 1989—1990 годах выиграла сначала одиночный титул, а затем стала лучшей в парах. Единственный мононациональный финал в рамках чемпионата пришёлся на одиночный приз 1990 года, где в титульной игре встретились две представительницы СССР.

## Финалы разных лет
| Год             | Чемпионка               | Финалистка      | Счёт          |
| Москва          | Москва                  | Москва          | Москва        |
| --------------- | ----------------------- | --------------- | ------------- |
| 1995            | Магдалена Малеева (2)   | Елена Макарова  | 6:4, 6:2      |
| 1994            | Магдалена Малеева       | Сандра Чеккини  | 7:5, 6:1      |
| Санкт-Петербург |                         |                 |               |
| 1991            | Лариса Савченко-Нейланд | Барбара Риттнер | 3:6, 6:3, 6:4 |
| Москва          |                         |                 |               |
| 1990            | Лейла Месхи             | Елена Брюховец  | 6:4, 6:4      |
| 1989            | Гретхен Мейджерс        | Наталья Зверева | 6:3, 6:4      |

| Год  | Чемпионки                                   | Финалистки                      | Счёт       |
| ---- | ------------------------------------------- | ------------------------------- | ---------- |
| 1995 | Мередит Макграт Лариса Савченко-Нейланд (2) | Анна Курникова Александра Ольша | 6-1 6-0    |
| 1994 | Елена Макарова Евгения Манюкова             | Каролина Вис Лаура Голарса      | 7-6(3) 6-4 |
| 1991 | Елена Брюховец Наталья Медведева            | Изабель Демонжо Джо Дьюри       | 7-5 6-3    |
| 1990 | Гретхен Мейджерс Робин Уайт                 | Елена Брюховец Евгения Манюкова | 6-2 6-4    |
| 1989 | Наталья Зверева Лариса Савченко             | Катрин Сюир Натали Эрреман      | 6-3 6-4    |